# Kernkraftwerk Gösgen

Das Reaktorgebäude 1974 in Bau

Flugaufnahme von 1975

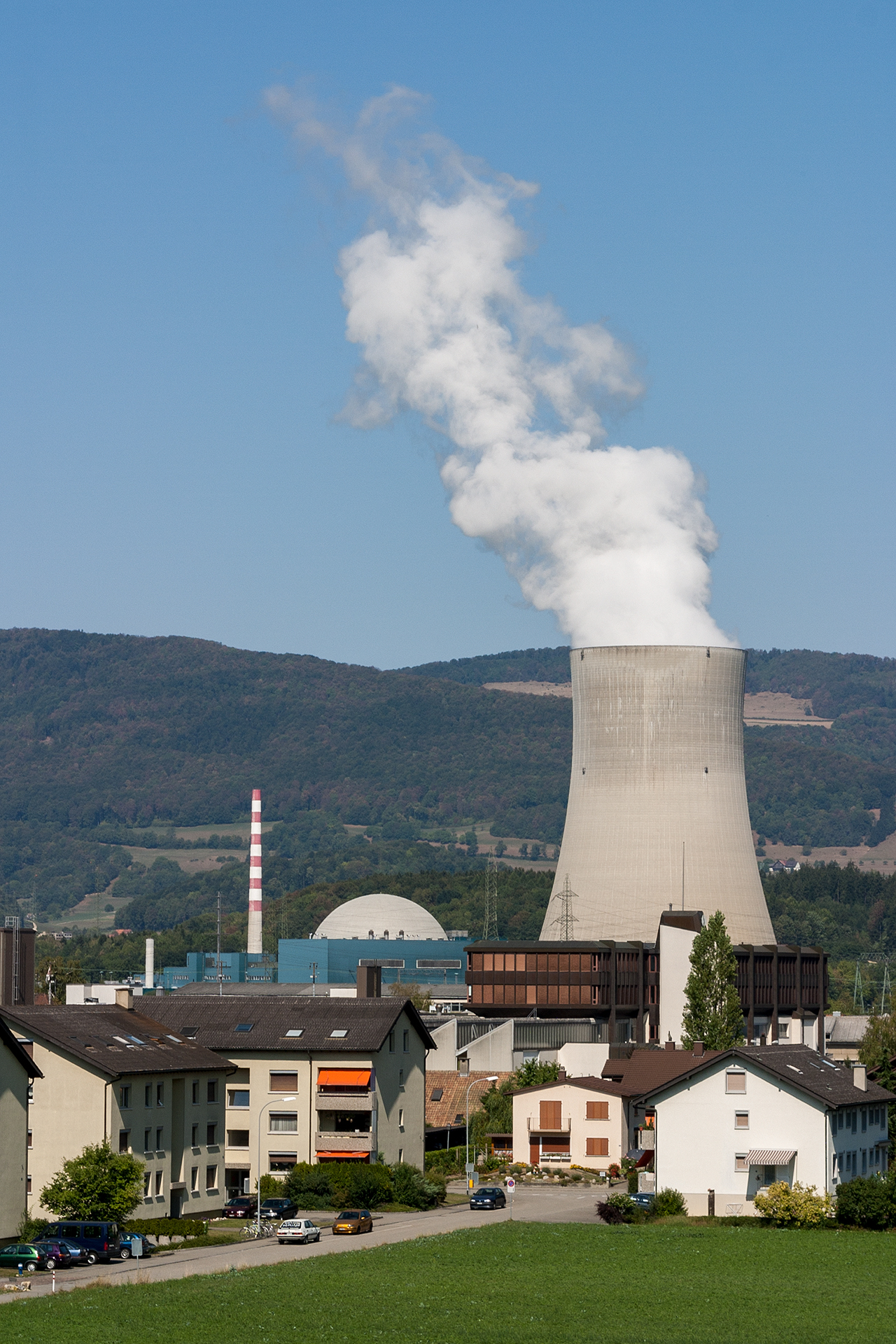
Kernkraftwerk Gösgen

Das Schweizer Kernkraftwerk Gösgen (kurz: KKG oder KKW Gösgen) liegt auf dem Gebiet der Gemeinde Däniken im Kanton Solothurn an der Aare. Betreiberin ist die Kernkraftwerk Gösgen-Däniken AG. Das Werk nahm im November 1979 den kommerziellen Betrieb auf. Das Atomkraftwerk gehört zu den 500 größten Unternehmen in der Schweiz.

## Anlage
Das KKG war das erste Kernkraftwerk der 1000-Megawatt-Klasse in der Schweiz. Die Bruttonennleistung wurde von anfangs 970 MW durch Ausbauprojekte erhöht (1992 auf 990 MW, 1996 auf 1020 MW und zwischen 2009 und 2014 auf den heutigen Wert von 1060 MW brutto). Durch wirkungsgradverbessernde Massnahmen wie optimierte Schaufeln an der Hochdruckturbine, eine verbesserte Wasserabscheidung nach der Hochdruckturbine, neue Kühlturmeinbauten mit besserer Kühlwirkung und neue Niederdruckturbinenläufer konnte die elektrische Leistung auf 1010 Megawatt netto gesteigert werden, ohne die thermische Leistung zu verändern.
Herzstück des Kraftwerkes ist ein Druckwasserreaktor der damaligen deutschen Kraftwerk Union (heute Framatome GmbH) mit 3002 Megawatt thermischer Leistung. Im Reaktorkern finden sich 177 Brennelemente mit je 205 Brennstäben, die aus angereichertem Urandioxid mit spaltbarem Uran-235 oder MOX-Brennelementen (Uran-Plutonium-Mischoxid-Brennelemente) mit einem Anteil an spaltbarem Plutonium bestehen. Seit 2012 wird kein MOX-Brennstoff mehr verwendet.
Die Kühlung erfolgt im Gegensatz zu Beznau I, II und Mühleberg nicht direkt ins Flusswasser, sondern über einen 150 Meter hohen Naturzug-Nass-Kühlturm, so dass die Aare weniger stark durch die Abwärme des Kraftwerks belastet wird.
Die Jahresproduktion im Kernkraftwerk Gösgen beträgt etwa 8 Milliarden kWh, was rund 15 Prozent des schweizerischen Strombedarfs entspricht.
Im Kraftwerk Gösgen sind knapp 500 Personen beschäftigt. Eigentümer des Kraftwerkes sind die Alpiq Holding mit 40 Prozent, die Nordostschweizerischen Kraftwerke mit 25 Prozent, die Centralschweizerischen Kraftwerke mit 12,5 Prozent, die Stadt Zürich (EWZ) mit 15 Prozent und die Stadt Bern (EWB) mit 7,5 Prozent. Für die Geschäftsführung ist die Alpiq verantwortlich.

## Gestehungskosten
Die Kosten für die Erzeugung einer Kilowattstunde betrugen 1980 6,30 Rappen. Diese konnten dank verschiedenen Modernisierungsprojekten im Jahr 2001 auf 4,07 Rappen gesenkt werden. Für das Jahr 2015 werden sie von der Betreiberin auf 5,12 Rappen beziffert.
Laut Presseberichten lagen die Gestehungskosten je kWh 2016 bei 4,5 Rappen. Der zu erzielende Grosshandelspreis betrug zu dieser Zeit jedoch nur 2,8 (bzw. 3,5) Rappen je kWh. Kernenergie wie auch Grosswasserkraft operierten daher am Rande der Wirtschaftlichkeit oder auch darunter. Anfang der 2020er Jahre stiegen die Strombörsenpreise wieder deutlich an auf 8,2 Rappen je kWh. Die Gestehungskosten je kWh betrugen für das Kernkraftwerk Gösgen 2020 normalisiert 3,71 Rappen je kWh.
Ob diese angegebenen Werte jedoch die effektiven Stilllegungs- und Entsorgungskosten in vollem Umfang enthalten, wird verschiedentlich angezweifelt, z. B. durch die Schweizerische Energie-Stiftung.

## Geschichte und Inbetriebnahme
Ende der 1950er Jahre kaufte die Aare-Tessin AG (damals Atel, heutiger Name Alpiq) ein Stück Land am heutigen Standort. 1969 gab die Atel über die Medien die Gründung eines Studien-Konsortiums bekannt, welches in der Nähe von Gösgen ein Kernkraftwerk bauen wolle. Der Standortkanton Solothurn war als Miteigentümer der Atel involviert. Von Amtes wegen verfügte die Kantonsregierung über zwei Sitze im Verwaltungsrat. 1969 war einer davon der spätere SP-Bundesrat Willi Ritschard.
Widerstand erwuchs dem Projekt bereits kurz nach dieser ersten öffentlichen Bekanntgabe. Der Gemeinderat der Nachbargemeinde Schönenwerd wendete sich – aufgeschreckt durch einen Brief eines Bürgers und früheren Nuklearingenieurs – an die Solothurner Regierung und stellte dieser Fragen zur nuklearen Sicherheit. Diese verwies die Gemeinde an den nach ihrer Auffassung zuständigen Bund. Der zuständige Bundesrat Roger Bonvin antwortete kurz, der Bund sei laut Bundesgesetz von 1959 verpflichtet, alle Massnahmen für den Schutz gegen ionisierende Strahlung zu treffen. Die Fachleute des Bundes bedürften im Weiteren keiner Auffrischung ihrer Kenntnisse über die Gefahren auf diesem Gebiet.
1970 reichte die Atel beim Bund ein Gesuch für die Standortbewilligung ein. Ausser Schönenwerd sprachen sich alle Gemeinden für den Standort aus. Es wurden allerdings Bedenken gegen die damals noch vorgesehene Flusswasserkühlung vorgebracht, welche die Aare erheblich erwärmt hätte. Die Gegner des Projekts wähnten sich als Sieger, als der Bund im gleichen Jahr die Flusswasserkühlung verbot.
1972 veröffentlichte die Atel einen Bericht mit einer Fotomontage, welche einen 150 Meter hohen Kühlturm auf dem geplanten Gelände zeigte. Politiker der Region wurden von der Atel zu Studienreisen ins Ruhrgebiet eingeladen. In seiner Antwort auf eine Interpellation eines besorgten Parlamentariers schrieb die Solothurner Regierung im Oktober 1972, dass der Bau eines Kühlturmes mit der Natürlichkeit und Unversehrtheit der Gegend kaum vereinbar sei. Die Reisetätigkeit trug allerdings Früchte. Die Regierung stellte nämlich auch fest, dass moderne Kühltürme in keiner Weise unelegant seien und für das Schönheitsempfinden nicht störend wirkten.
Vor Baubeginn mussten in den Gemeinden Däniken und Gretzenbach noch Zonenplanänderungen vorgenommen werden. Da der Dorfkern von Obergösgen näher am Standort liegt als diese beiden Gemeinden, erhob dessen Gemeinderat Einsprache gegen die Umzonungen. Dieser Einspruch wurde ohne erkennbaren Grund schon Ende November 1972 wieder zurückgezogen. Monate später gelangte ein Gemeinderatsprotokoll an die Öffentlichkeit, welches zeigte, dass der Gemeinderat und insbesondere der Gemeindeammann von Atel massiv unter Druck gesetzt worden waren.
Im November 1972 lag das Baugesuch öffentlich auf. Es gab zahlreiche Einsprachen von Einzelpersonen und Gruppen, welche allesamt abgewiesen wurden. Bereits am 12. Januar 1973 wurde die Baubewilligung erteilt. Obwohl einige Opponenten dagegen rekurrierten und das Verfahren somit noch nicht rechtskräftig abgeschlossen war, fuhren im Juni 1973 die ersten Baumaschinen auf dem Gelände auf.
Der Bundesrat vertrat die Auffassung, dass nicht der Bund bauen wolle, sondern der Kanton Solothurn und die Atel. Der Bund müsse lediglich von Gesetzes wegen zustimmen. Er habe keinerlei politische Mitsprachemöglichkeit. Die Behörden müssten das Projekt bewilligen, sofern es die sicherheitstechnischen Rahmenbedingungen erfülle.
Kernkraftwerksgegner versuchten daraufhin, mit einer kantonalen Volksinitiative den Regierungsrat abzusetzen. Da der zuständige Regierungsrat Willi Ritschard in dieser Zeit in den Bundesrat gewählt wurde, verlor diese Gegenbewegung an Kraft. Auch das damalige Ölembargo der OPEC und die dadurch verursachte Ölkrise schwächten die Gegner das Kernkraftwerks. Eine Kampagne der Schweizerischen Vereinigung für Atomenergie (SVA) behauptete, dass die Kernkraftwerke die sauberste und umweltfreundlichste Art seien, um elektrische Energie zu erzeugen. Sie sei sicher, sauber, unentbehrlich und unerschöpflich. Auch die zu erwartenden Steuererträge stimmten viele Leute in der Region zu Gunsten der Kernenergie um.
1975 wurde die Überparteiliche Bewegung gegen Atomkraftwerke Solothurn (UeBA) gegründet. Sie lancierte die Initiative zur Wahrung der Volksrechte und der Sicherheit beim Bau und Betrieb von Atomanlagen und die Nationale Petition für einen vierjährigen Baustopp aller KKW in der Schweiz.
Ende Mai 1977 fand der erste Protestmarsch statt, der so genannte Pfingstmarsch. Rund 10'000 Personen wanderten zum Gösgener KKW-Gelände. In der folgenden Woche wurde das Schweizerische Aktionskomitee gegen das AKW Gösgen (SAG) gegründet, welches die Besetzung des KKW koordinieren sollte. Am 25. Juni 1977 marschierten fast 3000 Gegner von Olten nach Gösgen, um die Zufahrten zum Baugelände zu besetzen. Rund 1000 Polizisten aus der ganzen Schweiz rückten an und stoppten die Demonstranten mit Tränengas. Auch eine Woche später, am 2. Juli misslang ein Besetzungsversuch von etwa 6000 Personen, wobei die Polizei neben Tränengas diesmal auch Gummischrot und Wasserwerfer einsetzte. Die Solothurner Zeitung sprach von «Bürgerkriegsprobe»
Ende September 1978 war das Kraftwerk fertig gebaut. Das zuständige Departement des Bundes, das dem oben genannten Willi Ritschard unterstand, erteilte die Inbetriebnahmebewilligung. Rekurse dagegen blieben erfolglos. Am 30. Oktober 1979 nahm das KKW nach einer Probephase den Betrieb auf.
Im Mai 1981 lehnte der Bundesrat alle noch hängigen Beschwerden ab und überbürdete den Einsprechenden die Verfahrenskosten von 17'296 Franken. Die Gegner hatten den Behörden allerdings die Auflage abgetrotzt, bis 1985 ein Projekt vorzulegen, das für die sichere Entsorgung und Endlagerung Gewähr biete. Bundesrat Ritschard hielt unmissverständlich fest, dass das Kraftwerk andernfalls abgeschaltet werden müsse. Ritschard starb 1983. Mit einer Reihe von juristischen Spitzfindigkeiten wurde die Bedingung 1985 ausgehebelt. Das KKW blieb im Betrieb und bekam im gleichen Jahr die Bewilligung für eine Leistungserhöhung. Ein Endlager für radioaktive Abfälle gibt es bislang nicht, wodurch die Gesamt-Stromerzeugungskosten weiterhin unklar bleiben.

## Störfälle
Am 15. September 2002 wurden am Basler Zoll zwei Verdächtige festgehalten, weil sie einen Plan des Kernkraftwerkes Gösgen auf ihrem Computer aufgeschaltet hatten, ohne dies plausibel erklären zu können – es liess sich nicht mit ihrer angeblichen Reiseroute vereinbaren. «Es handelt sich nicht um Terroristen, sondern eher um Vorläufer», meinte die Bundespolizei laut Schaffhauser Nachrichten und liess die zwei Männer wieder frei.
Bei einem Vorkommnis im Jahr 2007 ging es um einen Schaden an einem Hüllrohr eines Brennstabes, durch welchen es zu einer geringfügigen Auswaschung von Brennstoff kam.
Am Abend des 30. Juni 2012 kam es gegen 18:30 Uhr durch einen Defekt in einer Diode zu einer Reaktorschnellabschaltung. Dabei wurde «sichtbar und hörbar» Dampf abgelassen, der nicht radioaktiv war. Nach den Reparaturen wurde der Reaktor wieder angefahren und die Stromproduktion am 1. Juli 2012 gegen 4:45 Uhr wieder aufgenommen. Das ENSI stufte den Vorfall auf Stufe 0 der INES-Skala ein.
Durch die Fehlmanipulation eines Operators schlossen am 13. Juli 2015 ungeplant zwei Frischdampfleitungs-Ventile. Das führte zu einer Schnellabschaltung, und erneut wurde als Folge nicht radioaktiver Frischdampf in die Umgebung abgeblasen.
Im August 2015 wurde das Kraftwerk wegen eines Dampflecks im nichtnuklearen Kreislauf vom Netz genommen, um die notwendigen Reparaturen durchführen zu können. Da zu diesem Zeitpunkt auch alle weiteren Schweizer Kernkraftwerke wegen Reparaturen oder Wartungen ausser Betrieb waren, war die Schweiz vorübergehend atomstromfrei. Die Versorgungssicherheit war durch andere Kraftwerke, insbesondere Wasserkraftwerke, gesichert, teilweise kam es sogar zu Nettostromexporten.
Das AKW Gösgen ging am 26. Juli 2019 nach einer Turbinenschnellabschaltung vom Netz. Grund für die Abschaltung war ein Kurzschluss im Schaltanlagengebäude.

## Anschlag auf den Meteomast
Nur wenige Tage nach Aufnahme des Regelbetriebs wurde am 3. November 1979 ein Anschlag auf den Meteomast des Kernkraftwerks verübt. Der Mast wurde gesprengt und stürzte auf die Umspann- und Schaltanlage des Kraftwerks; die Folge war ein grösserer Stromausfall in der Schweiz. Personen kamen nicht zu Schaden, der entstandene Sachschaden betrug eine Million Franken.

## Neubau Kernkraftwerk Gösgen 2

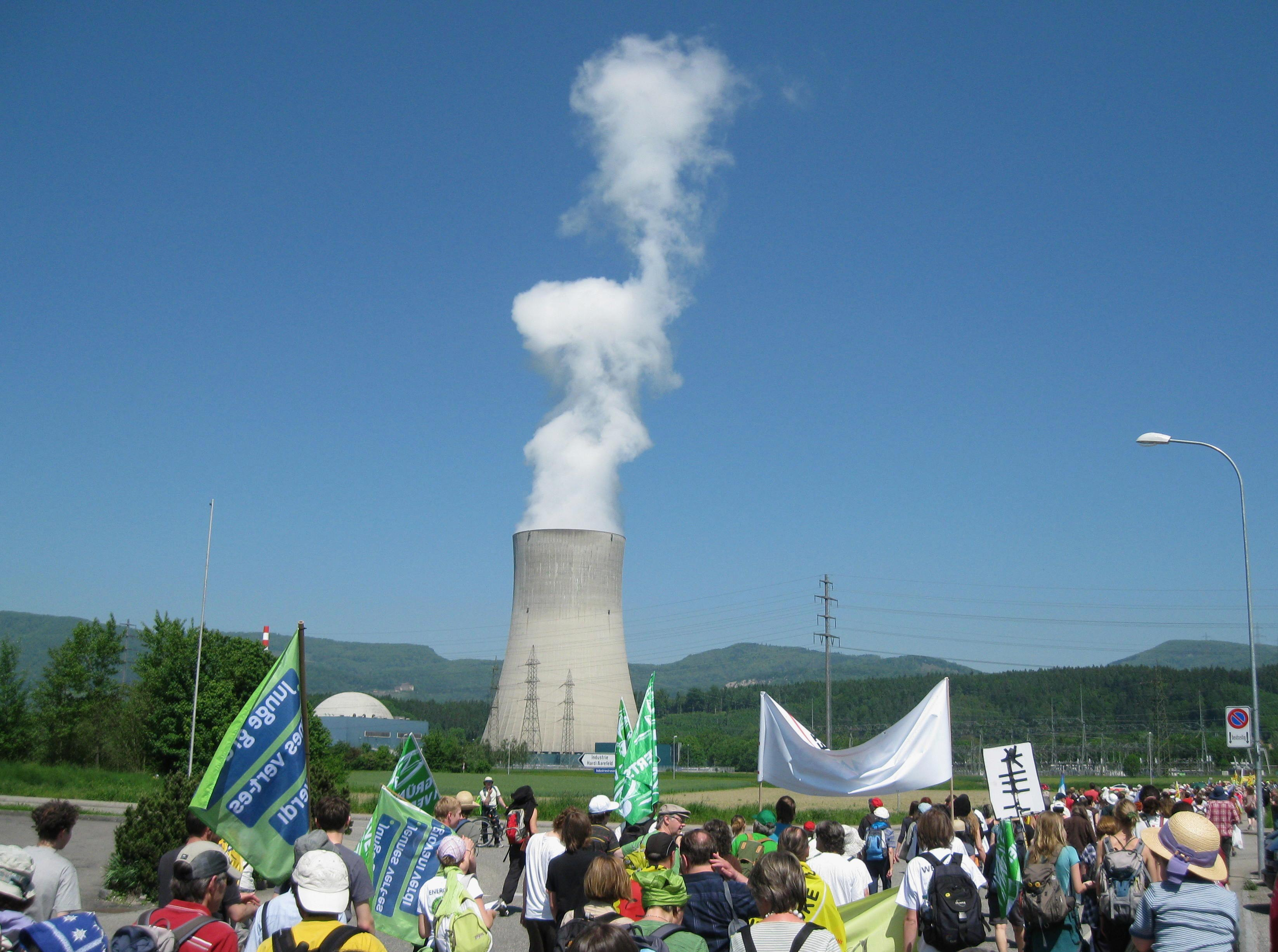
Kundgebung in der Nähe des Kernkraftwerks Gösgen 2010

Am 10. Juni 2008 wurde bekannt, dass der Schweizer Energiekonzern Atel in Gösgen direkt an das bestehende Kraftwerksgelände ein neues Kernkraftwerk bauen will. Das neue Kernkraftwerk soll den Namen «Kernkraftwerk Niederamt» bekommen, dabei würde ein Leichtwasserreaktor mit einer elektrischen Leistung zwischen 1000 und 1600 MW sowie ein 60 Meter hoher Hybridkühlturm gebaut. Die Baukosten werden mit ca. 7 Mrd. Franken beziffert.
Ein Gesuch zur Rahmenbewilligung wurde eingereicht. Dies ist der erste Schritt des Bewilligungsverfahrens. Als Nächstes würden beide Parlamentskammern darüber befinden. Dieser Schritt untersteht dem fakultativen Referendum. Ein solches hat die partei- und verbandsübergreifende Allianz Stopp Atom bereits angekündigt. Bei einer Annahme müssten als nächster Schritt die Bau- und anschliessend die Betriebsbewilligung eingeholt werden. Gegen beide kann Einsprache erhoben werden.
Die Region im Umkreis des KKG galt bislang als der Kernenergie gegenüber sehr positiv eingestellt, unkritischer als etwa die kantonale oder die gesamtschweizerische Bevölkerung. Dann sprach sich aber der Gemeinderat der an Däniken angrenzenden Gemeinde Dulliken im Mai 2010 sogar einstimmig gegen eine weitere Kraftwerks-Einheit aus. Ausschlaggebend waren im bürgerlichen Lager vorab Argumente von Landschaftsschutz und beeinträchtigter Lebensqualität.
Aufgrund des Tōhoku-Erdbebens 2011 der Stärke 9,0 sistierte Bundesrätin Doris Leuthard alle Rahmenbewilligungsgesuche für neue Kernkraftwerke. Bis dahin war eine Erdbebensicherheit bis zur Stärke 7 gefordert, was gemäss Leuthard (resp. den Analysen des ENSI) alle Schweizer Werke einhalten können. Nach dem Grundsatzentscheid des Bundesrates vom 25. Mai 2011, aus der Kernenergie auszusteigen ist nicht mehr zu erwarten, dass das Projekt je umgesetzt werden wird.
Am 12. Oktober 2016 beschlossen Axpo, Alpiq und BKW gemeinsam, die im Jahr 2008 eingereichten und 2011 sistierten Rahmenbewilligungsgesuche für Ersatzkernkraftwerke zurückzuziehen.

## Daten des Reaktorblocks
Das Kernkraftwerk Gösgen hat einen Block:
| Reaktorblock | Reaktortyp         | Netto- leistung | Brutto- leistung | Baubeginn  | Netzsyn- chronisation | Kommer- zieller Betrieb | Abschal- tung      |
| ------------ | ------------------ | --------------- | ---------------- | ---------- | --------------------- | ----------------------- | ------------------ |
| Gösgen (KKG) | Druckwasserreaktor | 1010 MW         | 1060 MW          | 01.12.1973 | 02.02.1979            | 01.11.1979              | Bisher unbefristet |